# پساساختارگرایی
پساساختارگرایی، (به انگلیسی: Post-structuralism) به مجموعه‌ای از افکار روشنفکرانۀ فیلسوفان اروپای غربی و جامعه‌شناسانی گفته می‌شود که با گرایش فرانسوی، مطلب نوشته‌اند. تعریف دقیق این حرکت و تلخیص آن کار دشواری است ولی به‌طور کلی می‌توان گفت که افکار این دانشمندان، توسعه و پاسخ به ساختارگرایی بوده‌است و به همین دلیل پیشوند «پسا» را به آن اضافه کرده‌اند. پساساختارگرایی و پسامدرنیسم بعضاً به جای یکدیگر به‌کار می‌روند. پساساختارگرایی هم‌چنین رابطهٔ نزدیکی با واسازی دارد.
افرادی مانند ژاک دریدا و میشل فوکو از پیشگامان این مکتب فکری هستند که به نظر عده‌ای به شکل تنگاتنگی با پسامدرنیسم و پدیدارشناسی مرتبط است. این ارتباط تا حدی است که بعضی متفکران مدعی شده‌اند که پساساختارگرایی را می‌توان به شکلی صحیح پساپدیدارشناسی نامید.

## پی‌نوشت‌ها
1. ↑  پیشگاهی فرد، زهرا و قره بیگی، مصیب. جغرافیای پساساختارگرا.